# Голландские вафли
Голландские вафли, также стропвафли (нидерл. Stroopwafel, переводится как «вафли с патокой») — вафли из двух тонких слоёв теста, запечённые с начинкой из карамельного сиропа. Происходят из голландского города Гауда.

## Приготовление
Жёсткое тесто для вафли готовят из муки, сливочного масла, коричневого сахара, дрожжей, молока и яиц. Среднего размера шары теста кладутся на вафельницу. После запекания ещё тёплая вафля режется на две половинки. Горячая начинка, сделанная из сиропа на основе коричневого сахара, масла и корицы, кладётся между вафельными половинками, склеивая их вместе.

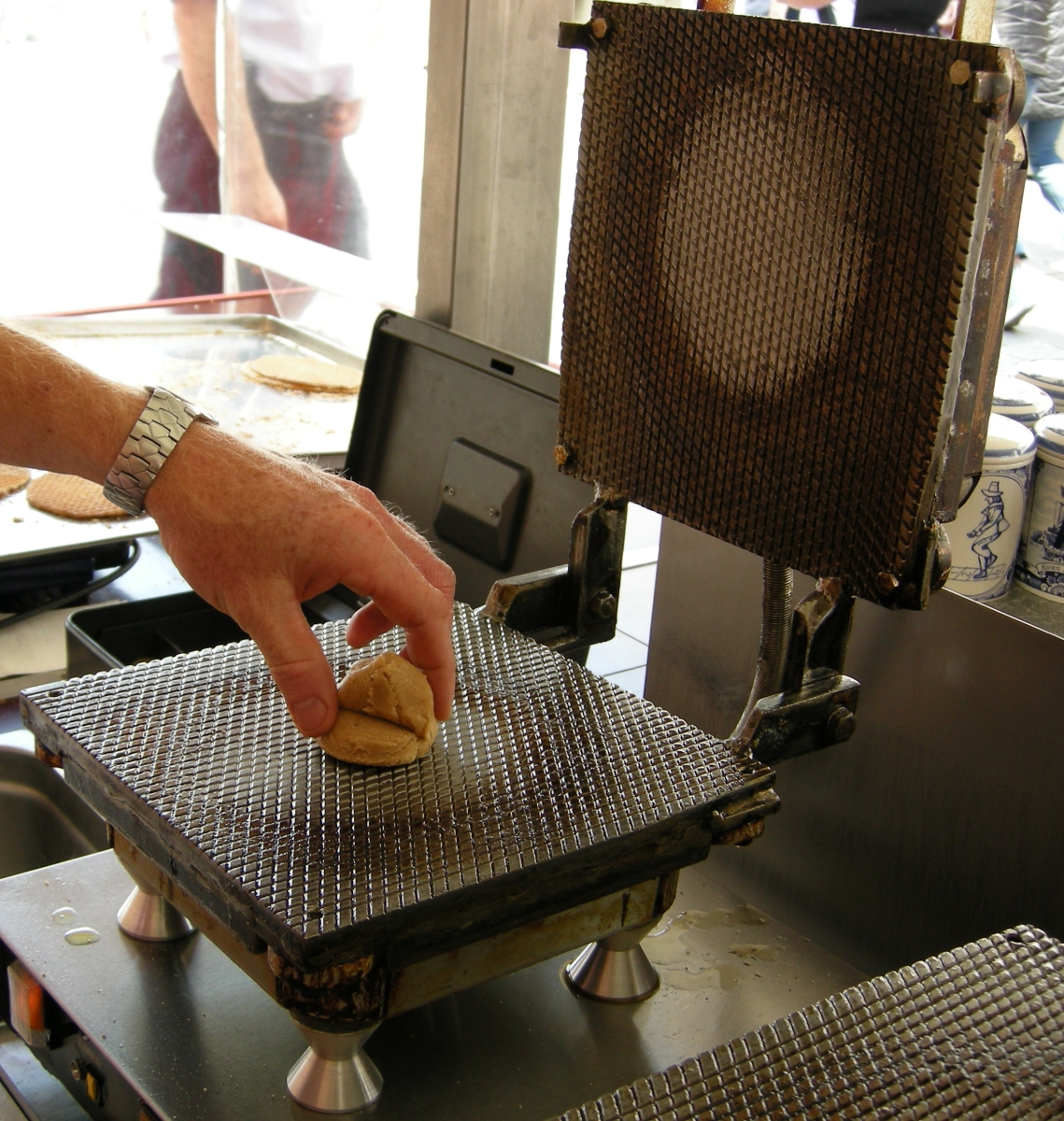
Шар теста кладётся на вафельницу, чтобы испечь вафли
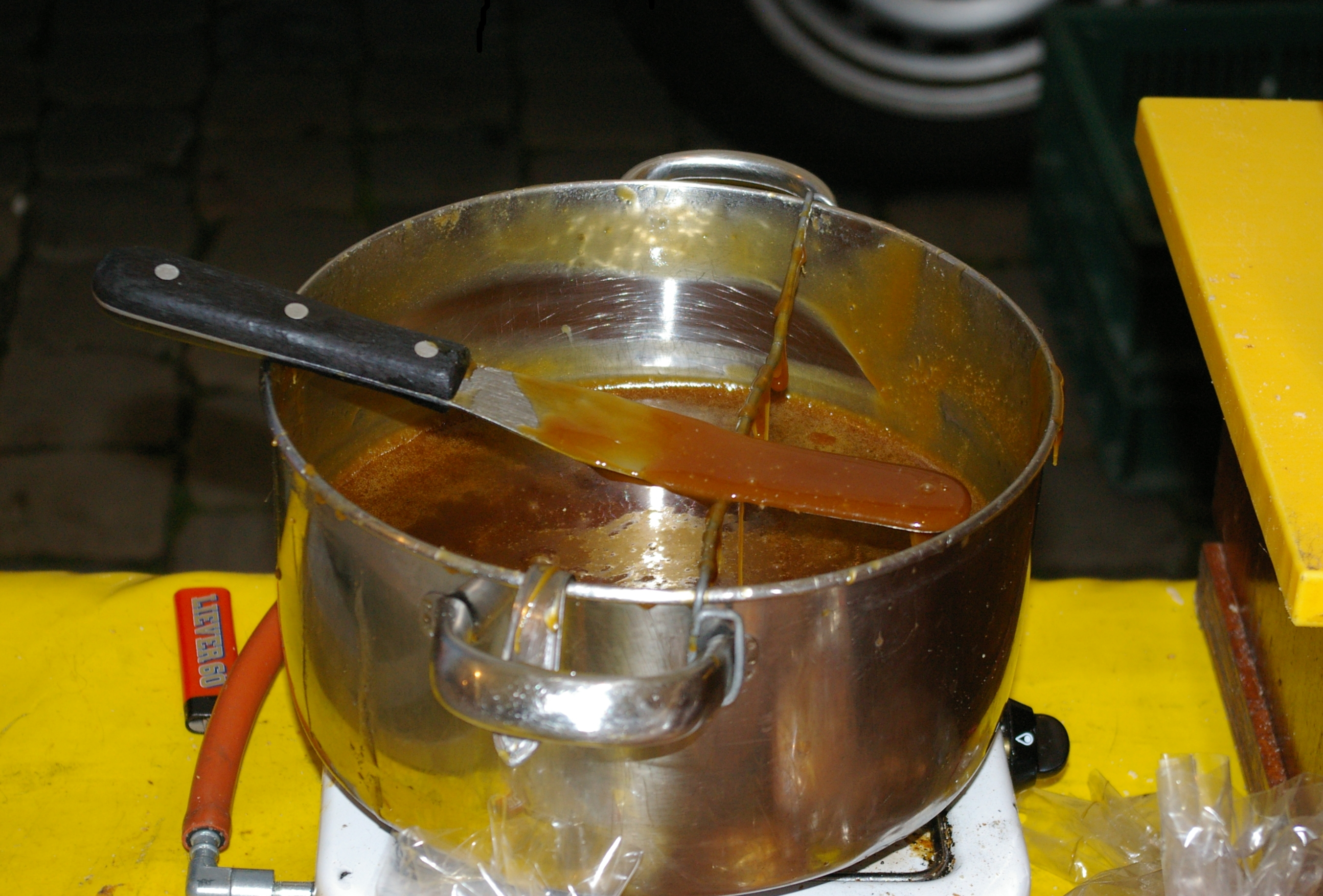
Кастрюля с кипящим сиропом, используемым для стропвафель

## История
Стропвафли происходят из Гауды в Нидерландах. Считается, что впервые они были приготовлены в конце XVIII века или в начале XIX века пекарем, использовавшим остатки от выпечки (такие, как панировочные сухари), которые были подслащены сиропом.
По одной из версий, стропвафли были изобретены в булочной пекаря Gerard Kamphuisen, и первые стропвафли датируются где-то между 1810 годом, когда пекарь открыл свою пекарню, и 1840-м годом, по старейшему из известных рецептов. В XIX веке в городе насчитывалось около 100 пекарен, в которых производились такие вафли; Гауда был единственным городом, в котором они делались до 1870 года. После 1870 года вафли появились также на вечеринках и на рынках за пределами Гауды. В XX веке вафли стали делать на заводах; в 1960 году насчитывалось 17 заводов в одной лишь Гауде, четыре из которых в настоящее время остаются открытыми.